# Chihuahua (chanson)
 (octobre 2020).
Si vous disposez d'ouvrages ou d'articles de référence ou si vous connaissez des sites web de qualité traitant du thème abordé ici, merci de compléter l'article en donnant les références utiles à sa vérifiabilité et en les liant à la section « Notes et références ».
Pour les articles homonymes, voir Chihuahua.
Singles de DJ BoBo
Colors of Life
(2001) Celebration
(2003)
Chihuahua est un single de 2003 de DJ BoBo. La chanson est issue de l'album Visions (2003).
Chihuahua est basée sur une chanson du même nom de Louis Oliveira and His Bandodalua Boys.
En France, le single est vendu à plus d'un million d'exemplaires et se classe no 1 pendant 10 semaines.

## Certification
| Région                                                                                                 | Certification | Ventes/Streams |
| --- | ------------- | -------------- |
| France (SNEP)                                                                                          | Diamant       |                |
| *Ventes selon la certification ^Mise en rayon selon la certification xNon précisé par la certification |               |                |

## Reprises
La chanson a connu plusieurs reprises, dont une en 2004 par Joey Yung.